# Optimati
Optimati (lat. Optimates doslovno: "najbolji"), poznati i kao Boni ("dobri") je naziv za konzervativnu frakciju u Senatu Rimske Republike koja je postojala od druge polovice 2. st. pr. Kr. do kraja Republike 40-ih godina pr. Kr. Optimatima je zajedničko bilo nastojanje da uspostave, odnosno očuvaju dominaciju Senata nad Rimskim skupštinama odnosno spriječe ambiciozne vojne zapovjednike i populističke političare da preko njih potkopaju kako republikanske institucije tako i dominaciju tadašnje rimske aristokracije u rimskoj politici.
Stranka koja je bila suprotstavljena optimatima se zvala populari (populares). Njihov sukob, koji je često eskalirao u nasilje, bitno je doprinio izbijanju građanskih ratova i konačnom kraju Republike.
Optimati su svoj vrhunac imali u vrijeme Sule, vojskovođe koji je 80-ih pr. Kr. osvojio vlast u građanskom ratu, zaveo nasilnu diktaturu i proveo niz ustavnih reforma s ciljem uspostave trajne nadmoći optimata nad rimskom politikom. Te su reforme, međutim, nakon Suline smrti postupno ukinute, što je popularima omogućilo oporavak, a sukob eskalira kada je na njihovo čelo došao Julije Cezar. Optimate je tada vodio dotadašnji popularski vođa i Cezarov prijatelj Pompej, a njihov sukob je završio Cezarovom pobjedom. Preživjeli optimati, ali i dio populara razočaranih Cezarovom diktaturom, se udružio u novu frakciju zvanu Liberatores (Osloboditelji), ali je i ona uništena u građanskom ratu koji je izbio nakon ubojstva Cezara.